# Jerônimo José de Mesquita
Jerônimo José de Mesquita, primeiro barão, visconde com grandeza e Conde de Mesquita, (Rio de Janeiro, 25 de junho de 1826 — Rio de Janeiro, 1º de setembro de 1886) foi um fazendeiro, empresário e político brasileiro.
Filho natural do Marquês do Bonfim e de Luísa Cândida d'Oliveira Penna, foi pai do 2º Barão do Bonfim e do 2º Barão de Mesquita.

## Biografía
Foi vereador da Câmara Municipal do Rio de Janeiro, em 1853. Também membro da Caixa de Amortização, diretor do Banco do Brasil e presidente da Associação Comercial. Realizou vários donativos ao Estado e também para erigir o Monumento do Ipiranga e a estátua equestre de D. Pedro I.
Residiu na rua Haddock Lobo, 419, na Tijuca  prédio que foi ocupado a partir de 1916 pelo Instituto La-Fayette e onde funciona atualmente a Fundação Bradesco.

## Títulos e Honras
Agraciado barão em 13 de agosto de 1873, visconde em 19 de março de 1883 e finalmente conde em 12 de agosto de 1885.

### Honras
Era comendador da Imperial Ordem da Rosa, da Imperial Ordem de Cristo e da Real Ordem de Nossa Senhora da Conceição de Vila Viçosa.